# Andrzej Duda
Andrzej Sebastian Duda (AFI: 'andʐɛj ˈduda · ; Cracovia, 16 maggio 1972) è un politico e avvocato polacco, presidente della Repubblica di Polonia dal 6 agosto 2015 al 6 agosto 2025 ed esponente del partito Diritto e Giustizia.

## Biografia
In gioventù è stato coinvolto nel movimento scout. Nel 1996 si è laureato presso la facoltà di giurisprudenza e Amministrazione presso l'Università Jagellonica di Cracovia. Ha ricoperto la carica di Segretario di Stato sotto il presidente Lech Kaczyński. Dopo l'incidente dell'aereo presidenziale polacco dal 2010 è stato consigliere della città di Cracovia. Nel 2011 è stato eletto membro del Parlamento polacco. Nel 2014 è stato eletto deputato al Parlamento europeo.
Nel novembre 2014 Jarosław Kaczyński propone Duda come candidato presidente del PiS; e il 6 gennaio 2015 la direzione del partito nomina Duda come candidato ufficiale del partito alle elezioni presidenziali polacche nel 2015. Al ballottaggio del 24 maggio 2015 Andrzej Duda ha sconfitto il rivale Bronisław Komorowski, col 51,55% dei voti contro il 48,45%, risultando eletto alla carica di Presidente della Polonia.

### Presidenza
Ha assunto ufficialmente la carica il 6 agosto 2015, giurando nelle mani del Maresciallo del Sejm davanti al Parlamento polacco in seduta comune.

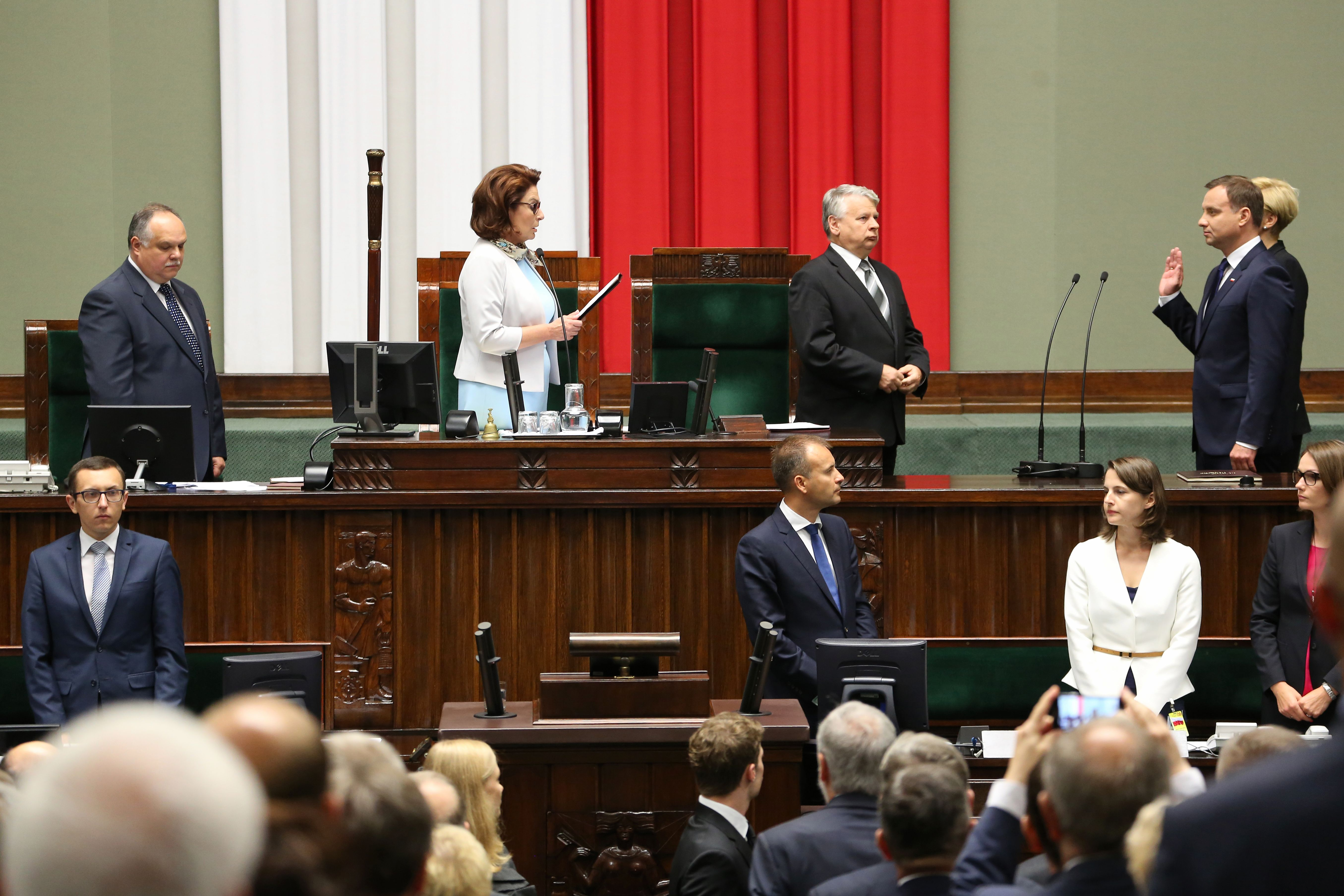
Andrzej Duda giura come Presidente della Repubblica Polacca (2015)

Nel settembre 2015 si è opposto al piano europeo di ricollocamento dei rifugiati, indicandolo come un'imposizione da parte dei paesi europei più ricchi.
Dopo le elezioni parlamentari, che hanno visto un successo del partito del presidente, Diritto e Giustizia, il 16 novembre 2015 ha concesso la grazia a Mariusz Kamiński, ex capo del Centralne Biuro Antykorupcyjne (l'Ufficio Centrale Anticorruzione), nominato il giorno prima coordinatore dei servizi segreti dal governo Szydło, e a tre suoi ex funzionari. Kamiński era stato condannato in primo grado a tre anni di carcere per aver oltrepassato le proprie competenze. La concessione della grazia prima di un giudizio definitivo è stata ritenuta illegale da alcuni giuristi.
Il 28 dicembre 2015 il presidente ha firmato una legge di riforma del tribunale costituzionale, che, secondo i suoi critici, renderebbe impossibile per il tribunale costituzionale continuare a svolgere il ruolo di autorità di controllo del governo, mentre, secondo il Consiglio d'Europa, indebolirebbe lo stato di diritto e la stessa democrazia polacca. Il 7 gennaio successivo il presidente ha firmato un'altra legge approvata dal nuovo parlamento, che prevede che i dirigenti della radio e della televisione pubblica siano nominati e licenziati dal ministero del tesoro. Anche riguardo a questa legge il Consiglio d'Europa aveva espresso le sue preoccupazioni, chiedendo al presidente Duda di non firmarla.
La questione della giustizia è tornata alla ribalta nel luglio 2017. Il 20 luglio il Sejm (la camera bassa del parlamento), con una maggioranza formata dai deputati di Diritto e Giustizia, il partito di governo che è anche il partito di provenienza del presidente Duda, ha approvato tre leggi di riforma del sistema giudiziario. In protesta contro questo voto sono scese in piazza decine di migliaia di persone. Le tre leggi davano al ministro della giustizia e al Parlamento poteri sulla nomina dei membri rispettivamente della Corte Suprema e del Consiglio Nazionale della Magistratura, oltre alla selezione dei presidenti dei tribunali ordinari. Quattro giorni più tardi, il 24 luglio, il presidente ha annunciato che avrebbe messo il veto su due di queste tre leggi (quelle riguardanti Tribunale costituzionale e Consiglio Nazionale della Magistratura), e che le avrebbe quindi rimandate alle camere (rendendo così molto difficile la loro approvazione), affermando che le norme previste dalle due leggi erano fuori dalla "tradizione costituzionale polacca" e di voler impedire che si potessero approfondire le divisioni nella società polacca. Precedentemente il presidente aveva proposto al suo stesso partito un compromesso, chiedendo di innalzare la maggioranza necessaria da parte del parlamento per poter nominare i giudici nei vari organi, rendendo così obbligatorio il coinvolgimento di almeno una parte dell'opposizione. A causa dell'approvazione della terza legge sulla nomina dei presidenti dei tribunali ordinari (firmata dal presidente), la Commissione europea ha comunque aperto una procedura d'infrazione contro la Polonia il 29 luglio.
Nel luglio del 2020, a seguito delle elezioni presidenziali, Duda viene riconfermato con il 51,21% dei voti, prevalendo sul candidato d'opposizione, il sindaco di Varsavia Rafał Trzaskowski.